# Kálmán Verbőczy
Kálmán Verbőczy (n. 1888, Debrețin, Ungaria – d. 1967, Győr, Ungaria) a fost un ofițer maghiar care a comandat Grupul Verbőczy al Diviziei Secuiești.
De numele său sunt legate un număr de acte reprobabile comise în anul 1919, cu precădere în depresiunea Beiuș, de către unitatea pe care a comandat-o, având în acest timp gradul de căpitan. De asemenea, este cunoscut pentru faptul că a încurajat și a ratificat comportamentul terorist și ultrașovin al subordonaților săi.
Conform episcopului Roman Ciorogariu Verbőczy era alcoolic, și ucidea fără milă, fiind cel mai sângeros ostaș al comandamentului ungar. Poartă, alături de adjunctul său – locotenentul Ürmösi -, răspunderea principală pentru asasinarea fruntașilor români Ioan Ciordaș și Nicolae Bolcaș.
Conform profesorului Teodor Neș, a fost cel mai activ colector de soldați pentru Divizia secuiască. De asemenea, a avut o atitudine intransigentă și reacționară față de comuniști.
În România o asociație de tineret a cercetașilor din comuna Tărcaia, îi poartă numele.